# Euthérios de Tyane
Métropolite de Tyane, Euthérios défendit Nestorius contre Cyrille. Il participa en 431 à Éphèse au synode concurrent réuni autour de Jean d'Antioche. Refusant l'Acte d'union en 433, il fut exilé à Scythopolis, d'où il s'évada pour aller à Tyr. Son Antilogia (Protestation), composée vers 432, s'en prend aux propositions de Cyrille, ainsi que les 5 lettres qui sont conservées sous son nom.

## Écrits
- CPG 6147-6153

## Source
http://www.sources-chretiennes.mom.fr/index.php?pageid=auteurs_anciens&id=137&sourcepg=auteurs_anciens